# استنلی وایسبرگ
استنلی مارتین وایسبرگ (متولد ۱۲ اکتبر ۱۹۴۳ در شهرستان لس آنجلس، کالیفرنیا) دادستان پیشین و قاضی دیوان عالی شهرستان لس آنجلس که معروف به عهده‌داری ریاست دادگاه‌های افسران پلیس متهم به ضرب و شتم رادنی کینگ است، و همچنین ریاست دادگاه برادران لایل و اریک منندز، که در دادگاه به دلیل قتل والدینشان حضور دارند. او در تعدادی از موارد، قوانین بحث‌برانگیزی را صادر کرد که مورد انتقاد قرار گرفت.

## ابتدای زندگی، تحصیلات و شغل
پدر وایسبرگ که ایجاد کننده ورق فلز بود، در شرق لس آنجلس به دنیا آمد. وایسبرگ در دبیرستان الکساندر همیلتون واقع در لس آنجلس تحصیل کرد، جایی که او در سال ۱۹۶۱ از آنجا فارغ‌التحصیل شد و لیسانس علوم سیاسی اش را از دانشگاه کالیفرنیا، واقع در لس آنجلس در سال ۱۹۶۵ دریافت کرد و در سال ۱۹۶۸ مدرک جی دی را از دانشکده حقوق UCLA اخذ کرد. از سال ۱۹۶۸ تا ۱۹۸۶، وایسبرگ معاون دادستان ناحیه در لس آنجلس بود، «جایی که به او یک سری پرونده‌های شناخته شده و مورد توجه محول شد»، که شامل پرونده‌هایی از جمله شکایت ماروین پانکوست برای قتل ویکی مورگان و شکایت ریکی کایل برای قتل پدر ثروتمند کایل بود.

## قوه قضائیه
در سال ۱۹۸۶، جورج دیوکمیجیان، استاندار کالیفرنیا، وایسبرگ را منتصب به مقام دادگاه محلی شهرستان لس آنجلس کرد. در سال ۱۹۸۸، دیوکمیجیان، وایزبرگ را به دیوان عالی ارتقا داد. یکی از اولین پرونده‌های وایسبرگ در آنجا دادرسی مدرسه پیش دبستانی مک مارتین بود، جایی که گردانندگان یک پیش دبستانی در ساحل منهتن، واقع در کالیفرنیا، به جرایم متعدد سوءاستفاده جنسی از کودکان تحت مراقبت آنها متهم شدند. وایسبرگ گزارش داد که دادستان ناحیه ایرا راینر به‌طور ناشایستی تلاش کرد با وایسبرگ تماس بگیرد تا در مورد گزارش رسانه ای دادگاه گفتگو کند، اما وایسبرگ از گفتگو با راینر خودداری کرد. این گفتگو در طی اقدام ناموفق راینر برای دفتر دادستان کل کالیفرنیا به یک مسئله تبدیل شد. در سال ۱۹۹۰، پس از آنکه هیئت منصفه نتوانستند به یک نطر نهایی برسند، وایسبرگ در پرونده مک مارتین محاکمه نادرستی را اعلام کرد.
همچنین قاضی واسبرگ اداره روند دادرسی در دادگاه‌های توماس درشر از فرقه هاره کریشنا که یک منتقد فرقه را به قتل رسانده بود، و نظارت بر پرونده ویلیام لژر، پلیسی لس آنجلسی گه به قاتلی مزدور و مزدگیر بدل شده بود، بر عهده داشت. قاضی وایسبرگ در سال ۱۹۹۱ پرونده ضرب و شتم رادنی کینگ را به خود اختصاص داد. از جمله حکم‌هایی که وایزبرگ در آن مورد صادر کرد، تصمیمی بود که وکلای دادگستری را از برگزاری کنفرانس‌های خبری منع می‌کرد، که به گفته برخی از ناظران «به طور حتم منجر به گمراه کردن پوشش رسانه ای پرونده» شد. وایسبرگ همچنین تصمیم گرفت که محاکمه را در شهر سیمی ولی، کالیفرنیا تشکیل بدهد، که به نوبه خود ترکیب اجتماعی - اقتصادی سفیدپوست هیئت منصفه را تعیین می‌کند که راجع به پرونده تصمیم‌گیری می‌کند. این پرونده با تبرئه افسران متهم به ضرب و شتم کینگ به پایان رسید، و شورش‌های ۱۹۹۲ لس آنجلس را به دنبال داشت.
وایسبرگ به ریاست دادگاه برادران منندز در سال ۱۹۹۳ منتصب شد و ریاست دو دادرسی از پرونده آنها را بر عهده گرفت، این دادگاه در یک هیئت منصفه معلق به پایان رسید. دادگاه‌های دادرسی دو برادر منندز «بحث درگیری» راجع به رفتار وایسبرگ به عنوان قاضی دادگاه، «و تأثیری که تلویزیون ممکن است بر احکام وی داشته باشد» ایجاد کرد. وایسبرگ برای اولین جلسه دادگاه اجازه دوربین در اتاق دادگاه را داد اما آنها را از جلسه دوم منع کرد، در آنجا وی بسیاری از پرونده‌های دفاعی را که در دادگاه اول اجازه داده بود نیز رد کرد. این دادرسی در سطح ملی معروف شد و در برنامه ستردی نایت لایو، ادای ئایسبرگ را هم درآوردند که توسط فیل هارتمن انجام شد. برادران منندز در دادگاه دوم محکوم شدند و در ۲ ژوئیه ۱۹۹۶، وایسبرگ این دو نفر را به حبس ابد و بدون امکان آزادی مشروط محکوم کرد.
قاضی وایسبرگ در سال ۲۰۰۸ از قضاوت بازنشست شد. در سریال نظم و قانون که در سال ۲۰۱۷ جنایات واقعی برادران منندز را به نمایش درآورد، ایفای نقش قاضی وایسبرگ را آنتونی ادواردز بر عهده گرفت.